# Lambik
Lambik je typ piva tradičně vařeného v regionu Pajottenland v Belgii (jihozápadně od Bruselu) a v Bruselu samotném, v pivovaru Cantillon.

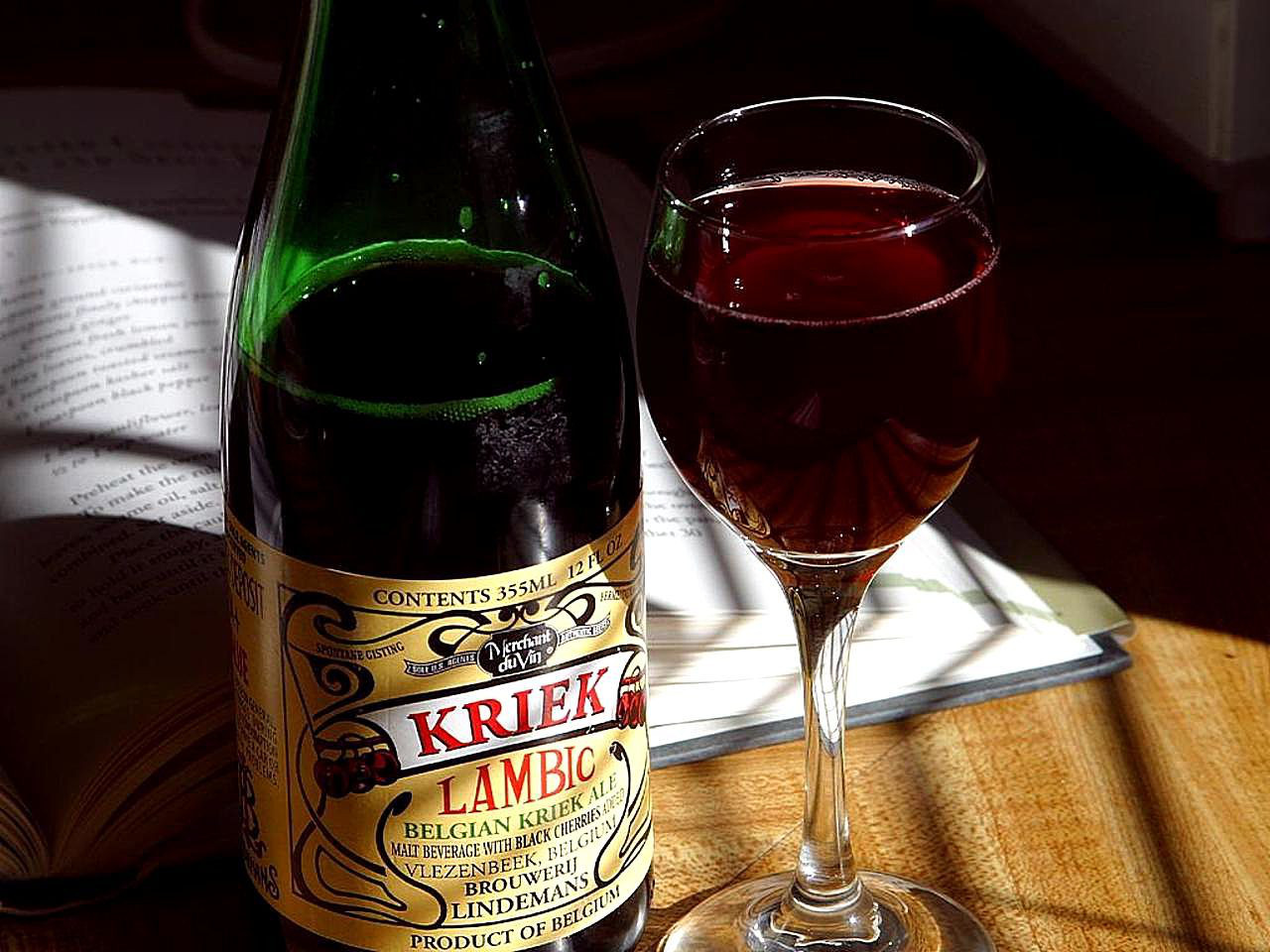
Belgický lambik

Na rozdíl od většiny ostatních piv, která jsou kvašena speciálně vyšlechtěnými kvasinkami, je lambik kvašený spontánně. Pivo je vystaveno divokým kvasinkám a bakteriím létajícím ve vzduchu. Tyto kvasinky tradičně pocházejí z údolí Zenne jihozápadně od Bruselu. K chmelení se často používá starý, uschlý chmel, který nedává pivu chmelovou chuť a slouží jen jako konzervant. Tento neobvyklý proces výroby dává pivu výjimečnou chuť, pivo chutná po víně nebo moštu a je většinou dost kyselé.
Piva lambického typu mají několik poddruhů.

## Čistý lambik
Nenasycené kalné pivo, které je dostupné jen na několika místech. Obvykle tři roky staré.

## Gueuze
Směs mladých a starších lambiků. V láhvi podstupuje druhotné kvašení, protože mladý lambik není plně zkvašen.

## Faro
Tradičně méně alkoholové slazené pivo, vyrobené smícháním lambiku a dalšího, lehčího, čerstvého piva (zvaného meertsbier, ne nutně lambiku), do kterého se přidává hnědý cukr.

## Kriek
Lambické pivo, kvašené v kádi s višněmi a druhotným kvašením v láhvi. Tradiční krieky jsou suché a trpké, stejně jako Gueze.

## Belgické lambické pivovary
- Belle-Vue vlastněný InBev (slazené – kromě Sélection lambic), Brusel
- Boon (Sweetened & Traditional), Lembeek
- Brasserie Cantillon (Traditional), Brusel
- De Keersmaeker vlastněný Scottish & Newcastle, známější pod jménem Mort Subite (slazené – kromě Gueuze Fond), Kobbegem
- De Troch, který také vyrábi Chapeau lambics (slazené), Wambeek
- 3 Fonteinen (Traditional), Beersel
- Girardin (Traditional), St. Ulriks-Kapelle
- Lindemans Brewery (slazené – kromě Cuvée René), Vlezenbeek
- Oud Beersel (znovuotevřený), teď vařený v pivovaru Frank Boon (Traditional), Beersel
- Timmermans (slazený – kromě „Traditional“ line), Itterbeek

## Belgické pivovary, které míchají lambiky
- Tilquin (Traditional), Bierghes
- De Cam a new gueuze blender (Traditional), Gooik
- Hanssens Artisanaal (Traditional), Dworp
- Van Honsebrouck vyrábí the St. Louis piva (slazené – kromě Gueuze Fond Tradition) a Ingelmunster